# HDR10
HDR10 미디어 프로파일은 일반적으로 HDR10으로 알려져 있으며, 2015년 8월 27일 미국 소비자 기술 협회에 의해 발표된 오픈 높은 동적 범위 비디오(HDR) 규격이다. HDR 형식 중 가장 널리 사용되고 있다.
HDR10은 SDR과의 하위 호환성은 없다. 여기에는 HDR 정적 메타데이터가 포함되지만 동적 메타데이터는 포함되지 않는다. 컨텐츠 작성자의 의도에 따라 HDR 이미지를 컨슈머 디스플레이의 기능에 맞추어 조정 및 최적화할 수 없다.
PQ10은 메타데이터가 없는 HDR10과 같은HDR 포맷을 나타낸다.

## 기술적 세부사항
HDR10은 다음과 같이 정의된다.
EOTF: SMPTEST 2084 (PQ)
비트 깊이: 10비트
색상 기본 설정: ITU-R BT.2020(BT.2100 기본 설정과 동일)
정적 메타데이터: SMPTEST 2086(디스플레이 색 볼륨 마스터링), MaxFALL(최대 프레임 평균 조도 레벨), MaxCLL(최대 컨텐츠 조도 레벨)
색상 하위 샘플링: 4:2:0(압축된 비디오 소스용)
PQ10은 메타데이터 없이 PQ, 10비트 및 Rec.2100 컬러 프라이머리를 사용하는 HDR 포맷을 말한다.
HDR10은 기술적으로 최대 10,000 니트 피크 밝기로 제한되지만 일반적인 HDR10 콘텐츠는 1,000~4,000 니트 피크 밝기로 마스터된다.
HDR10은 SDR 디스플레이와 역호환성이 없다.
HDR10 콘텐츠보다 색 볼륨이 낮은 HDR10 디스플레이(예: 더 낮은 피크 밝기 기능)에서 HDR10 메타데이터는 콘텐츠를 조정하는 데 도움이 되는 정보를 제공한다. 그러나 메타데이터는 정적(전체 비디오에 대해 동일하게 유지됨)이며 콘텐츠를 조정하는 방법을 알려주지 않으므로 결정은 디스플레이에 달려 있으며 창의적 의도는 보존되지 않을 수 있다.
HDR10과 경쟁하는 포맷은 돌비 비전과 HDR10+(각 디스플레이와 장면, 프레임마다의 창조적 의도를 보존할 수 있는 동적 메타데이터를 제공하는 것)와 HLG(SDR과 어느 정도 역호환성을 제공하는 것)이다.

## 적용
HDR10은 델, LG, 삼성, 샤프, VU, 소니, 비지오와 같은 모니터 및 TV 제조업체, 플레이스테이션 4, 엑스박스 원 비디오 게임 콘솔, 애플 TV 플랫폼에서 각각 HDR10을 지원하는 소니 인터랙티브 엔터테인먼트, 마이크로소프트, 애플을 포함한 다양한 회사들에 의해 지원된다.

### 하드웨어
- TV
- 오디오-비디오 인터페이스
- 스마트폰 디스플레이
- 스마트폰 카메라
- 디지털카메라
- 모바일 SoC
- 게임 콘솔

### 내용
- 울트라 HD 블루레이
- 스트리밍 서비스

### 소프트웨어
- 미디어 플레이어
- 채색